# Ringgold County Courthouse
Das Ringgold County Courthouse in Mount Ayr ist das Justiz- und Verwaltungsgebäude (Courthouse) des Ringgold County im Süden des US-amerikanischen Bundesstaates Iowa.
Das heutige Gebäude ist das vierte Courthouse des 1847 gegründeten Ringgold County. Im Jahr 1856 wurde eine kleine Blockhütte als erstes Gerichtsgebäude errichtet, das schon zwei Jahre später Opfer eines Tornados wurde. Das zweite Gebäude, ein stabiler und größerer Holzrahmenbau, diente 25, bis es für die gestiegenen Aufgaben zu klein und unsicher wurde. 1884 wurde das dritte Courthouse errichtet. Das zweistöckige Gebäude bestand aus Ziegeln und hatte einen Uhrturm. Durch morsch gewordene Ziegel konnte das Haus ab 1921 nicht mehr genutzt werden.   
Das heutige Courthouse ist ein nach einem Entwurf der Architekten Keffer & Jones im neoklassizistischen Stil von 1926–1927 errichteter dreistöckiger Backsteinbau.  
1981 wurde das Gebäude mit der Referenznummer 81000267 in das National Register of Historic Places aufgenommen.